# Okanagan West
Pour les articles homonymes, voir Okanagan (homonymie).
Circonscription électorale provinciale du Canada
Okanagan West est une ancienne circonscription provinciale de la Colombie-Britannique représentée à l'Assemblée législative de la Colombie-Britannique de 1991 à 2001.

## Géographie
La circonscription était située dans le centre-sud de la province.

## Liste des députés
| Législature                                                       | Années                                                      | Député                                                      | Député                                                      | Parti                                                       |
| Okanagan West Circonscription issue de Boundary-Similkameen       | Okanagan West Circonscription issue de Boundary-Similkameen | Okanagan West Circonscription issue de Boundary-Similkameen | Okanagan West Circonscription issue de Boundary-Similkameen | Okanagan West Circonscription issue de Boundary-Similkameen |
| ----------------------------------------------------------------- | ----------------------------------------------------------- | ----------------------------------------------------------- | ----------------------------------------------------------- | ----------------------------------------------------------- |
| 35e                                                               | 1991–1993                                                   |                                                             | Clifford J. Serwa                                           | Créditiste                                                  |
| 36e                                                               | 1996–2001                                                   |                                                             | Sindi Hawkins                                               | Libérale                                                    |
| Circonscription abolie, voir Kelowna-Mission et Okanagan-Westside |                                                             |                                                             |                                                             |                                                             |